# Yosvangs Rojas
Pour les articles homonymes, voir Rojas.
Rojas  Díaz est un nom espagnol. Le premier nom de famille, en général paternel, est Rojas ; le second, en général maternel, souvent omis, est Díaz.
Yosvangs Andreas Rojas Díaz (né le 23 décembre 1988 à San Cristóbal) est un coureur cycliste vénézuélien.

## Palmarès sur route

### Par année
- 2009
  - 2e du championnat du Venezuela sur route espoirs
- 2010
  - 1re étape du Tour du Táchira (contre-la-montre par équipes)
- 2013
  - 1re et 6e étapes du Tour du Táchira
  - 2e étape du Tour du Venezuela
  - 3e du Clásico Virgen de la Consolación de Táriba
- 2014
  - 6e étape du Tour du Trujillo
- 2016
  - 5e étape du Tour du Táchira
  - 3e du Tour du Táchira

### Classements mondiaux
| Année            | 2010 | 2011 | 2012 | 2013 | 2014 | 2015 | 2016 |
| ---------------- | ---- | ---- | ---- | ---- | ---- | ---- | ---- |
| UCI America Tour | 343e | 297e |      | 51e  |      | 412e | 139e |

## Palmarès sur piste

### Championnats panaméricains
- Valencia 2007
  -  Médaillé d'argent de la poursuite par équipes